# 白川町立上佐見小学校
白川町立上佐見小学校（しらかわちょうりつ かみさみしょうがっこう）は、かつて岐阜県加茂郡白川町にあった公立の小学校。

## 概要
- 校区は上佐見であった。1976年、下佐見小学校と統合。佐見小学校の新設により廃校。
- 2018年時点、屋内体操場（1951年完成）は現存し、上佐見研修室として使用されている。また、運動場は上佐見運動場として使用されている。

## 沿革
- 1873年（明治6年） - 加茂郡吉田村に明諠校として開校。民家（田口順正宅）を仮校舎とする。
- 1874年（明治7年） - 大蔵寺[注釈 1]を仮校舎とする。
- 1875年（明治8年） - 寺前村、大野村、吉田村、小野村、有本村が合併し、上佐見村が発足。
- 1884年（明治17年） - 新築移転
- 1886年（明治19年） - 上佐見簡易小学校に改称する。
- 1888年（明治21年） - 上佐見尋常小学校に改称する。
- 1889年（明治22年）7月1日 - 上佐見村と下佐見村が合併し、佐見村が発足。
- 1901年（明治34年） - 上佐見尋常高等小学校に改称する。
- 1928年（昭和3年） - 新校舎が完成。
- 1936年（昭和11年） - 旧校舎を改築し、屋内体操場とする。
- 1941年（昭和16年）4月1日 - 上佐見国民学校に改称する。
- 1947年（昭和22年）4月1日 - 佐見村立上佐見小学校に改称する。校舎の一部が佐見中学校仮校舎となる。
- 1949年（昭和24年）8月 - 佐見中学校が新築移転。
- 1951年（昭和26年） - 旧・屋内体操場を取り壊し、新たな屋内体操場（講堂）[注釈 2]が完成する。
- 1956年（昭和31年）9月30日 - 白川町、佐見村、黒川村、蘇原村が合併し、改めて白川町が発足。同時に白川町立上佐見小学校に改称する。
- 1976年（昭和51年）3月 - 統合により廃校。